# 47164 Ticino
47164 Ticino este un asteroid din centura principală de asteroizi.

## Descriere
47164 Ticino este un asteroid din centura principală de asteroizi. A fost descoperit pe 10 octombrie 1999 la Gnosca de Stefano Sposetti. Asteroidul prezintă o orbită caracterizată de o semiaxă mare de 2,90 ua, o excentricitate de 0,21 și o înclinație de 10,5° în raport cu ecliptica.